# هرم آفتاب

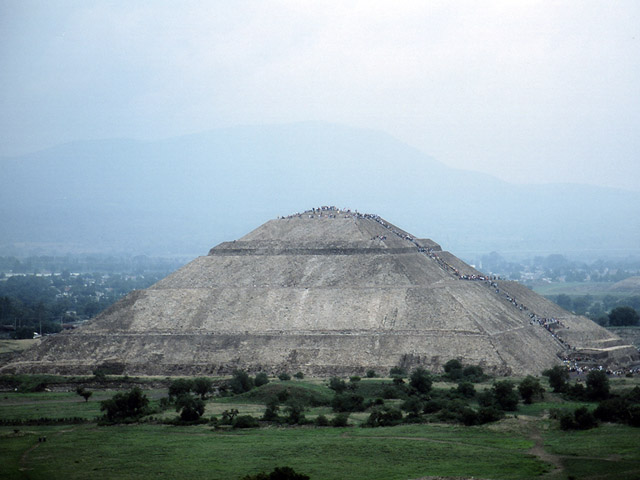

هرم آفتاب (Pirámide del Sol) نام بزرگترین هرم از یک مجموعه اهرام تاریخی ساخته شده در تئوتیهواکان است.
این هرم در قرن سوم میلادی ساخته شد و سومین هرم بزرگ جهان است.
معبد خدای خورشید پایتخت اینکاها، رهبر قوم اینکا اطراف درهٔ کوزکو در ارتفاعات آند را بعد از جنگ و گریز با قوم دیگری که قبلاً در این منطقه ساکن شده بود، تصرف نمود و کشور کوچکی تشکیل داد. این قوم بعد از جنگ‌هایی که کرد، توانست بر منطقه حاکم شود. رهبر این قوم نام پاچاکوتی را برای خود گزید، نام به معنای «کسی که جهان را ا ز نو می‌سازد» پاچاکوتی به راستی هم جهان اینکا را بازسازی کرد. وی شعائر مذهبی را به گونه‌ای سازماندهی کردکه کانون اش پرستش خورشید باشد و خود را نیز نمایندهٔ خورشید در زمین قلمداد نمود. اندیشهٔ پرستش نیاکان را تشویق کرد که شامل پرستش فرمانروایان گذشته اینکا نیز می‌شد. وی شهر کوزکو را به شکل یک شیر کوهی بازسازی کرده به تسخیر سرزمین‌های دیگر ادامه داد. جانشین‌های وی امپراتوری را به گسترده‌ترین اندازه آن توسعه دادند، به گونه‌ای که از ناحیه‌ای که امروز اکوادور نامیده می‌شود، رو به جنوب تا آرژانتین، بولیوی و شیلی را در برگرفت.
امپراتوری اینکا کم تراز یکصد سال پیش از ورود فرماندهٔ اسپانیایی بنیان‌گذاری شده بود. نخبگان اینکا با استفاده از تجربیات سازماندهی گروه‌های نخستینی که طی هزاران سال در سر زمینشان زیسته بودند، موفق به ساختن چنین امپراطوری شده بودند. نبوغ قوم اینکا در آن بود که دانش و سنت‌های ساکنان قبلی منطقه آند را با نیروی سازماندهی و مدیریت ممتاز خود ترکیب کرد.

## معبد خورشید، مرکز آیینی
- ۱- تمام طبقات مردم در مرکز آیینی حضور می‌یافتند. چشمگیرترین بنا در کوزکو معبد خورشید یا مرکز روحانی تمام امپراطوری اینکا بود. امپراتور، کاهنان و نجبا در برنامه‌ریزی جشن‌های عمومی مذهبی از تقویم منطقی پیروی می‌کردند که بیش تر بر اساسوقایع مهم کشاورزی مانند کاشت و برداشت نخستین محصول تنظیم شده بود.
- ۲- مردم اینکا برای خوشید احترام رسمی فوق العاده‌ای قائل بودند ولی این بدان معنا نبود که سایر خدایان فراموش شده‌اند. سنت ساختن زیارتگاه و تندیس‌های مقدس و زیرت آنها، سنتی دیرینه بود که سدت کم تا دوران چاوین قدمت داشت.

اسرار معبد ماه
آزتک‌ها (Aztec) خرابه‌های این شهر را در قرن ۱۳ میلادی هنگامی که از سمت شمال در حال پیشروی به سمت آمریکای مرکزی و مکزیک امروزی بودند، یافتند.
هرم ماه امروزه به جاذبه گردشگری برای علاقه‌مندان میراث فرهنگی تبدیل شده‌است. میراثی که سازندگانش در پی ایجاد هماهنگی بین آن و جهان پیرامونش بودهاند.
در شهر باستانی تئوتیئواکان (Teotihuacan) در مکزیک امروزی هنگام وقف یک بنای یادبود به خدایان، انسان‌ها و حیوانات با هم قربانی می‌شدند.
گروهی از قربانیان افراد غیربومی و احتمالاً اسرای جنگی بودند که دست‌هایشان از پشت بسته و سر از بدنشان جدا شده بود. دهان گروهی دیگر با سنگ‌های نیمه قیمتی چون یشم پر شده بود.
اما نکته جالب، کشفی خارق العاده در بخشی از حفاریهاست. در یکی از گورها، باستان شناسان اسکلت سه مرد بین ۴۰ تا ۶۰ ساله را در حالت خاصی از نشستن یافتند که دست‌هایشان برخلاف دیگر قربانیان بسته نشده بود. طرز نشستن این افراد دلالت بر تعلق آن‌ها به طبقهای خاص از اجتماع دارد. علاوه بر این زیور آلاتی از جنس یشم نیز در نزدیکی اجساد پیدا شده‌است.

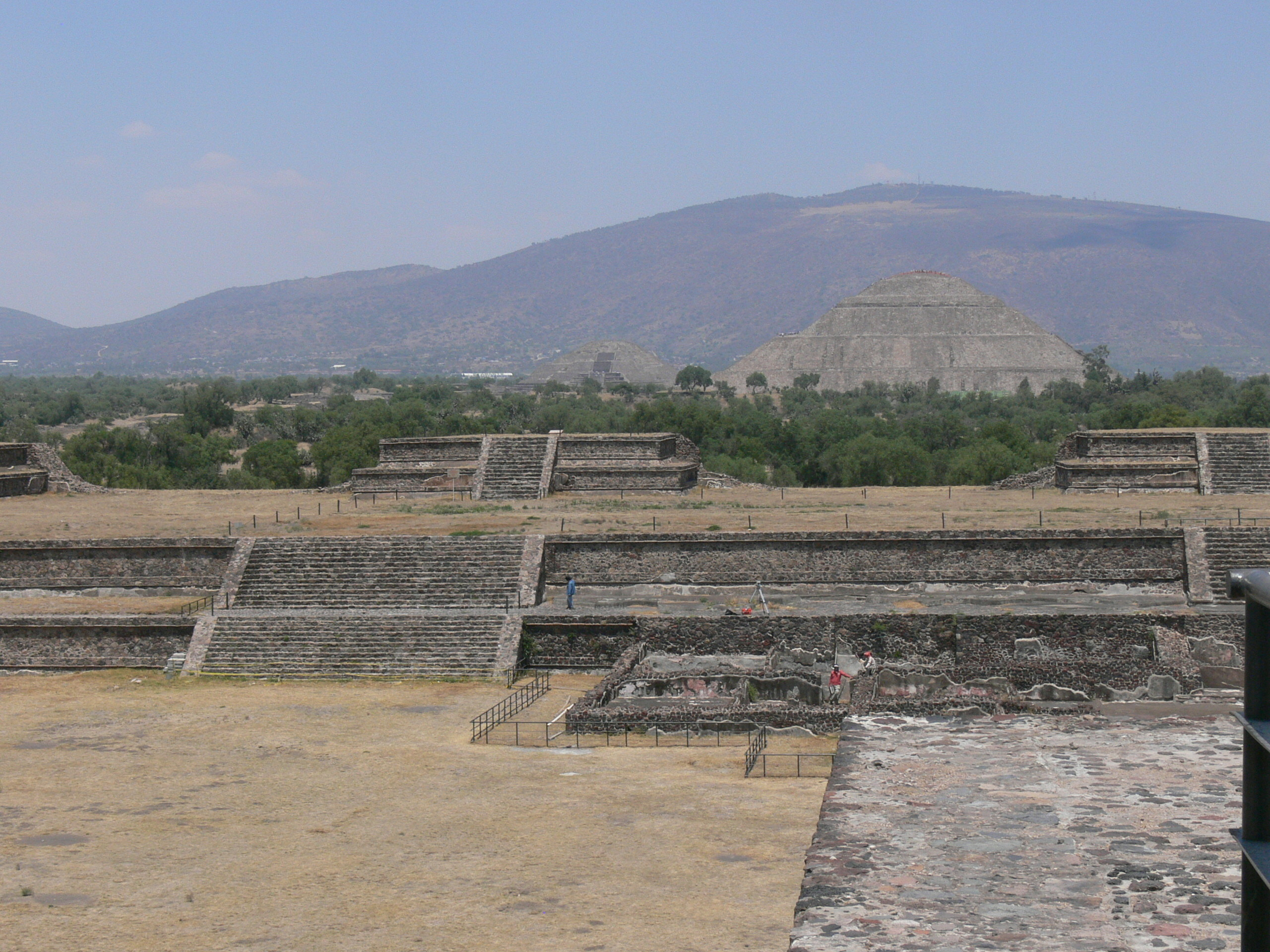

باستان شناسان معتقدند که قربانی کردن انسان‌ها از این جهت حایز اهمیت بوده که بشر تحت کنترل باشد. آن‌ها باید قانع می‌شدند که تابع حکم فرمانروا باشند. حیوانات قربانی شده هم عموماً دارای نیروهای اسطورهای بودهاند. حیواناتی چون: عقاب، شیر کوهی، مارزنگی، گرگ، شاهین و جغد جانورانی هستند که سرنوشت خود را با انسان‌های دفن شده در این معبد تقسیم کردهاند.
در حالی که به نظر می‌رسد گروهی از انسان‌ها زنده بگور شده باشند، اجساد بعضی از جانوران در قفس به خواب ابدی فرو رفتهاند. این نوع خاص قربانی کردن همچون جملات زبانی هستند که هنوز بسیاری از کلمات آن را نمی‌شناسیم. رازی که دانشمندان کلید آن را در ادامه حفاری‌ها جستجو می‌کنند.
آزتک‌ها (Aztec) خرابه‌های این شهر را در قرن ۱۳ میلادی هنگامی که از سمت شمال در حال پیشروی به سمت آمریکای مرکزی و مکزیک امروزی بودند، یافتند. شهری که هزاران سال از زمان شکوفاییاش می‌گذشت و مردمانش مدت‌ها بود که ترکش گفته بودند.
مرکز همایش‌های شهر که در آن زمان ده‌ها هزار نفر در پای بناهای یادبود گردهم می‌آمدند، زیر پوشش انبوه گیاهان محو شده بود. آزتک‌های مذهبی این محل را تئوتیئواکان (Teotihuacan) نامیدند و تاریخ آن را با افسانه‌های خود پیوند زدند. تئوتی اوآکان در زبان آزتک‌ها به معنی مکانی است که در آن انسان‌ها خدا می‌شوند.
شواهد کشف شده امروزی حق را به آزتک‌ها می‌دهند. در یکی از اهرام این شهر موسوم به معبد ماه ۵ مجموعه قبر پیدا شده که همگی دارای دو ویژگی مشترک هستند: شکوه و جنایت.
قربانی کردن در این معبد که همواره همزمان با ساخت طبقات جدید بوده‌است با استفاده از اشیا تیزی از جنس فلدسپات انجام می‌شده که نمونه‌هایی از آن‌ها در کاوش‌ها بدست آمدهاند. همچنین مجسمه‌هایی از همین جنس یا از جنس سنگ یشم از دیگر آثاری هستند که در کنار موزائیک‌ها و زیور آلات، دیگر یافته‌های این معبد را تشکیل می‌دهند که عموماً کاربرد ذهبی داشتهاند.
در فاصله ۵۵ کیلومتری این شهر یک معدن سنگ فلدسپات وجود دارد که تحکیم‌کننده موقعیت اقتصادی آن بوده‌است. به عقیده گروهی از محققین محصول این معدن کالای مبادلات تجاری با همسایگانی چون مایاها بوده‌است.
تئوتیئواکان یکی از نخستین مراکز شهری در نیمکره غربی بوده‌است که مساحت آن در زمان شکوفایی بالغ بر ۲۰ کیلومتر مربع بوده‌است. کلان شهری تجاری که در حدود سال ۶۰۰ میلادی به دلایلی که تا امروز بر ما پوشیده‌است، از بین می‌رود.
شهری که ۱۵۰۰ سال پیش در این مکان وجود داشته‌است به وسعت روم آن روزها بوده‌است. جمعیتی بین ۱۲۵۰۰۰ تا ۲۰۰۰۰۰ نفر داشته‌است و نام واقعی آن مشخص نیست. طبق افسانههایی که آزتک‌ها بر تاریخ مبهم این شهر افزوده اند، خدایان در این مکان هراز گاهی همدیگر را ملاقات می‌کردند تا نیروی جدیدی به عالم ببخشند.
خیابان‌ها و ۲۰۰۰ خانه مسکونی که عناصر تشکیل دهنده شهر در دوران شکوفایی آن بوده‌اند همچون صفحهٔ شطرنج و به صورت قرینه ساخته شده بودند. دیوارها با گچبری و فرسک تزیین شده بودند. نکته قابل توجه این است که هیچ نشانی از کاخ یا مجسم‌های از پادشاه یا هر المان دیگری که مبین وجود سیستم حکومتی خاص باشد، در حفاری‌ها کشف نشده‌است.
آیا تئوتیئواکان (Teotihuacan) همانگونه که گروهی از محققین معتقدند، اولین حکومت مردم سالار در قاره آمریکا بوده‌است؟ به‌هرحال شکی در آن نیست که این شهر دارای هنرمندان زبردستی بوده‌است. آثاری از نقاشی‌های دیواری به رنگ‌های آبی، قرمز و سبز در حفاری‌ها بدست آمده‌اند که انسان‌ها را عریان یا با لباس‌های فاخر در کنار حیوانات و گیاهان بدون نظمی خاص به تصویر می‌کشند.
راز این تصاویر نیز همچنان کشف نشده باقی مانده‌است. در این حفاری‌ها هیچ سند تجاری ویا گزارشی از یک جنگ، هیچ لوح گلی یا سنگ نبشته هم کشف نشده که اطلاعاتی خاص به نسل‌های آینده منتقل کنند. بدین ترتیب چند و چون تمدنی چنین که از قرن سوم تا ششم میلادی بر بخش عظیمی از مکزیک امروزی حاکم بوده‌است همچنان در کنج تاریک تاریخ باقی مانده‌است.
خیابانی به طول ۴/۲ کیلومتر و عرض ۴۵ متر محور شمالی- جنوبی شهر را تشکیل می‌دهد که آزتک‌ها آن را خیابان مردگان نامیده‌اند. نامی که تا امروز حفظ شده‌است. این خیابان در مسیر جنوب دقیقاً در جهت قلهی Cerro Gordo (تپه عظیم) قرار دارد که در مکزیک باستان کوهی مقدس بوده‌است. آیا این خیابان عنصری بیانی برای مفهوم «از خاک به افلاک» است که در اسطوره‌های باستانی ملل تمدن آمریکایی ذکر شده‌است؟
در انتهای شمالی خیابان معبد سنگی ماه به ارتفاع ۴۳ متر قرار دارد که جدیدترین اسکلتها در آن یافت شده‌اند. در سمت شرقی معبد دیگری موسوم به معبد خورشید قرار دارد. هرمی مربع القاعده که یکی از عظیمترین هنرهای معماری باستانی با ۶۵ متر ارتفاع و طول ضلع ۲۲۵ متر است. تقریباً به بزرگی هرم خئوپس در مصر باستان. این هرم از سنگ آذرین قرمز رنگ ساخته شده که روی آن با آهک اندود شده‌است و روی آهک رنگ آمیزی قرمز.

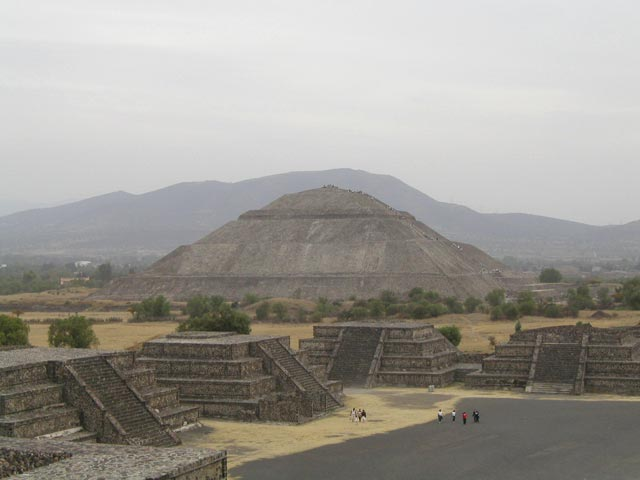

سکوی بسیار وسیع این هرم که روی آن ۲۴۸ سطح پل‌های ساخته شده‌است مکان بسیار مناسبی برای گردهمایی مردم شهر بوده‌است. در قسمت درونی هرم تنها یک تونل و یک گنبد تو خالی پیدا شده و بقیه فضا را تنها سنگ و خاک پر کرده‌است. محققان حدس می‌زنند که رمزگشایی اسرار این هرم غول پیکر می‌تواند کلید کشف اسرار این شهر باشد.
اگر خطی فرضی در جهت شرقی- غربی شهر و عمود بر خیابان مردگان طوری رسم شود که از وسط هرم خورشید بگذرد، اندازه آن تا معبد ماه (مرز شمالی شهر) ۸۳۳ و تا «رود سن خوآن»، Rio San Juan، (مرز جنوبی شهر) ۸۲۹ متر است. بدان معنی که معبد خورشید دقیقاً در مرکز شهر قراردارد، امری که از نگاه محققین نمی‌تواند تصادفی باشد.
از سویی چون دانشمندان واحد اندازه‌گیری رایج در آن زمان را نمی‌شناختند، نوعی واحد اندازه‌گیری به نام "واحد اندازه گیری تئوتیئواکان" (Teotihuacán Measurment Unit) یا T.M.U قرارداد کردند که دقیقاً معادل ۸۳ سانتی متر است. به کمک این واحد اندازه‌گیری نتایج زیر بدست آمد: در حدود سال ۲۵۰ میلادی درسمت جنوب رودخانه فوق مجموعه‌ای شبیه به یک میدان یا مرکز همایش بزرگ ساخته شده‌است.
هرم سومی در این شهر وجود دارد که در درون یک ارگ با ظرفیت یکصد هزار نفر ساخته شده‌است. از جبهه شرقی مرکز همایش تا سمت شرقی ارگ ۵۸۴ واحد تئوتی اوآکانی است. از جنوب ارگ تا دیواری که در واقع حریم شمالی شهر بوده‌است نیز فاصله ۵۸۴ واحد است.
۵۸۴: این عدد دقیقاً تعداد روزهای تقویم ونوسی است. به احتمال زیاد این شهر طوری ساخته شده بود که تداعی‌کننده ابعاد مشخصی از زمان و مکان باشد.
شهر احتمالاً حکم مرکز کهکشان را داشته‌است. این نوع تصویرگری غریب از عالم هستی در واقع گویای سلسله مراتب قدرت در اجتماع آن روز شهر بوده‌است و از طرف دولت برای اهداف سیاسی مورد استفاده قرار میگرفته‌است.
در اندازه گیری‌های بعدی مشخص شد که در معماری شهر علاوه بر تقویم ونوسی، تقویم‌های ۳۶۵ روزه شمسی و ۲۶۰ روزهی مذهبی نیز نقش مهمی ایفا می‌کردهاند. ریتم پیچیده این تقویم‌ها روزگاری پایه زندگی مادی و معنوی تمدن‌های کهن آمریکا از مایاها تا آزتک‌ها بوده‌است.
این اصول برگرفته از تقویم‌های مختلف اما در هیچ تمدن دیگری به اندازه این ابرشهر کهن قاره آمریکا در خدمت معماری قرار نگرفته‌اند. شهری که خرابههایش امروز در فاصل‌های کمتر از یک ساعت در شمال شرقی مکزیک قرار دارد.
هرمی که در میان ارگ قرار دارد به احتمال زیاد جایگاه خدای ونوس است. این هرم به «مارپردار» وقف شده‌است، همان موجود منحصربه فرد افسانه‌های کهن مکزیک که سمبل ونوس است و به انسان زمان در قالب تقویم و مکان محدود (زمین) را عطا کرده‌است.
در Codex Chimalpopoca که تنها منبع ما در اسطوره‌شناسی تمدن آزتکهاست، (مارپردار Quetzalcoal)خدایی معرفی می‌شود که در اعماق آب‌های دنیای مردگان به جنگ خدایان تاریکی می‌رود و پیروز با خوراکی جدید به این جهان بازمی گردد.
آیا رود سن خوآن سمبل آب دنیای مردگان بوده‌است؟ هرم «مارپردار» قدیمی‌ترین سند تاریخی است که در آن این اسطوره به کمک مجسمه‌ها به تصویر کشیده می‌شود. با این اوصاف خدایان آزتک‌ها خاستگاهی بسیار قدیمیتر از خود آزتک‌ها می‌یابند.
تیو تی اوآکان می‌تواند خاستگاه تمدن‌های بعد از خود باشد که تا قرن ۱۶ میلادی در زمان تسلط اسپانیایی‌ها بر منطقه به وجود آمده بودند. آیا باید ریشه‌های مبانی علم ریاضی همسایه مایایی را نیز که همانا ابزار رصد کردن ستارگان بوده در این شهر جستجو کرد؟
برخی باستانشناسان در اتمام بررسی واحد اندازه‌گیری تئوتیئواکان در معماری شهر به این نتیجه رسیدهاند که هر بنای یادبود در این شهر برای وفق به خدایان و متاثر از صور فلکی در مکانی خاص بنا شده‌است. در واقع معماری این شهر ماکتی سنگی از درک امریکای مرکزی آن زمان از فلسفه عالم هستی است.
در چنین تمدن با شکوهی که به شدت متاثر از اساطیر است هیچ جای تعجبی نیست که انسان‌ها نیز قربانی اعتقادات شوند.
اسپانیایی‌ها در سال ۱۵۱۹ در مرکز همایش‌های پایتخت آزتکها شهر تنوشتیتلان Tenochtitlan در هرم اصلی شهر به اسرای جنگی برخورد کردند که خون از بدن و قلب از سینه دریده شدهشان خارج شده بود. خونی که به عنوان خوراک تقدیم خدای خورشید می‌شد. عقایدی که ریشه‌های آن‌ها را باید هزاران سال قبل در تیوتی اوآکان جستجو کرد.
امروزه در همان خیابان مردگان، خیابان اصلی شهر قدیمی، مکزیکی‌های جوان با تاج‌های پر، لباس‌های سنتی سرخپوستان و سازهایی از جنس صدف دریایی روزهایی چون ۲۱ مارس (انقلاب بهاری، اول فروردین) را که در آن شب و روز برابر می‌شوند، جشن می‌گیرند.
هرم ماه امروزه به جاذبه گردشگری برای علاقه‌مندان میراث فرهنگی تبدیل شده‌است. میراثی که سازندگانش در پی ایجاد هماهنگی بین آن و جهان پیرامونش بودهاند.

## معبد آپولوناپیکورییوس در باسائه
این معبد مشهور خدای خورشید و شفاء، اواسط قرن پنجم پیش از میلاد و در خلوت کوهای سر به فلک کشیده آرکادیا ساخته شد.